# آفروسور
آفروسور(نام علمی: Aphrosaurus) نام یک سرده از تیره الاسموسائورید است.